# Основное общество
Основно́е (матери́нское) о́бщество — хозяйственное общество, которое обладает возможностью определять решения иного (дочернего) хозяйственного общества в силу преобладающего участия в его уставном капитале либо в соответствии с заключённым между ними договором, либо иным образом.
В правовой доктрине и в судебной практике не сформировано единое понимание права основного общества давать обязательные указания дочернему обществу и соотношением этого права с самостоятельностью дочернего общества как юридического лица. На практике отношения между этими организациями возникают в силу преобладающего участия основного общества в уставном капитале дочернего общества, вследствие чего акционер, чьё участие в уставном капитале преобладает над миноритарными акционерами может создавать исполнительный орган и совет директоров, которые будут подконтрольны ему, а также оказывать давление на остальных акционеров.
Основное общество может нести ответственность по сделкам дочернего общества. При наличии права давать обязательные указания дочернему обществу у основного общества может возникнуть солидарная ответственность. В случае банкротства у дочернего общества основное общество может нести субсидарную ответственность.
В ряде стран, среди которых можно выделить США, Великобританию и Германию, создана система регулирования ответственности контролирующих лиц по обязательствам подконтрольным им лицам. Регулирование ответственности отличается в разных странах из-за различия правовых систем. В Германии регулирование осуществляется в рамках доктрины «пронизывающего вменения» и доктрины злоупотребления правом. В странах общего права регулирование часто ведётся в рамках доктрины «снятия корпоративной вуали», доктрины единого коммерческого предприятия, доктрины агентских отношений.